# Station Wilkowo Świebodzińskie
Station Wilkowo Świebodzińskie is een spoorwegstation in de Poolse plaats Wilkowo.